# Шмульян, Юрий Львович
Юрий Львович Шмульян (1 сентября 1927, Одесса — 8 марта 1990, там же) — украинский советский математик.

## Биография
Родился в Одессе, в семье Льва Петровича (Пинхусовича) Шмульяна (1891—1946) и Агаты Абрамовны Рухельман (1900—1978). Отец был учёным-медиком, офтальмологом, пионером пересадки трупной роговицы в СССР, кандидатом медицинских наук («Частичная сквозная пересадка роговицы с консервированного глаза трупа», 1937), соавтором указателя «Библиография по пересадке роговицы 1814—1935» (с Б. С. Бродским, 1936).
В 1949 году окончил Одесский университет. С 1951 года преподавал в Житомирском педагогическом институте (кафедра высшей математики) и Харьковском университете. Кандидатскую диссертацию защитил в 1956 году под руководством М. Г. Крейна.
Профессор кафедры высшей математики в Одесском институте инженеров морского флота. Представитель Одесской школы функционального анализа.
Основные труды в области теории операторов. Перевёл на русский язык монографию венгерского математика Белы Секефальви-Надя и его румынского коллеги Чиприана Фояша «Гармонический анализ операторов в гильбертовом пространстве» (1970).
Скоропостижно умер в 1990 году в Одессе от инсульта. Похоронен на еврейском участке Второго интернационального кладбища.

## Семья
- Жена — Леся Наумовна Шмульян (урождённая Голод; 23 октября 1926 — 24 декабря 2017), учитель математики, участница Великой Отечественной войны.
  - Сын — Виктор (род. 1953) и дочь Вера (в замужестве Харшах, род. 1957).
- Дядя по отцу — экономист Моисей Петрович (Пинхусович) Шмульян (1899—1955). Дядя со стороны матери — биохимик Анисим Абрамович Рухельман, автор трудов по метаболизму уреазы и фармакокинетике антибиотиков.
- Состоял также в родстве с математиком Витольдом Шмульяном и шашечным теоретиком Теодором Шмульяном (двоюродные братья отца).

## Также
- Преобразования Крейна — Шмульяна